# 低木
低木（）とは、樹木の便宜的な区分の1つである。一般的には、高さ2–3メートル (m) 以下の木本であり、ふつう基部で分枝して主幹が明瞭ではない。灌木、潅木（かんぼく）、ブッシュともよばれる。森林においては、低木層を形成する。例として、ハイマツやナンテン、ノイバラ、アジサイ、アオキなどがある。

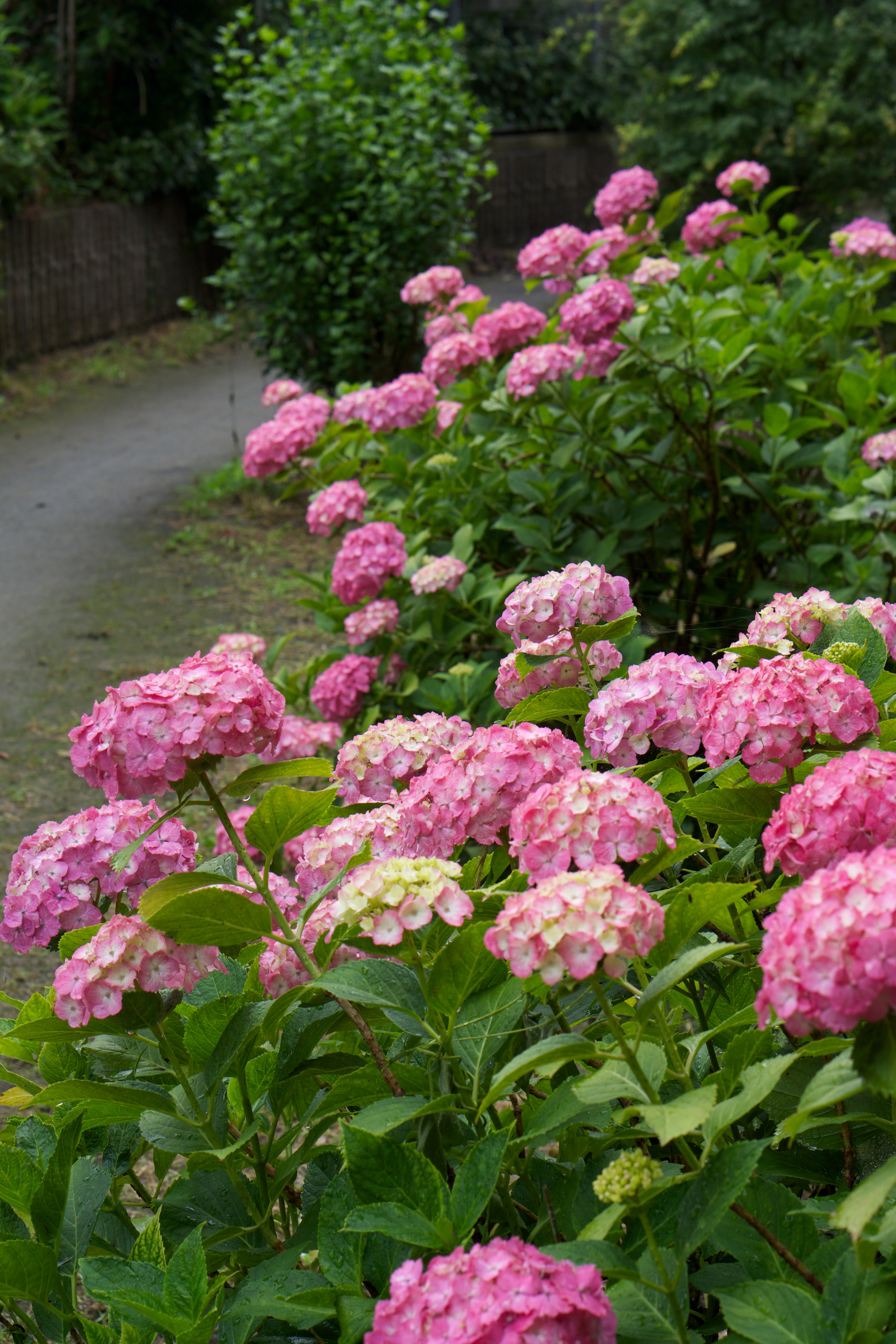
典型的な低木であるアジサイ

低木に対する用語は高木である。また高さや木化の程度に基づいて亜低木（半低木）や矮性低木（小低木）を分けることもある。ただしこれらの区分はおおよそであり、また定義も一定していないため、同一植物が異なる区分に分類されることもある。

## 定義

### 生物学における低木

#### 低木
生物学においては、一般的に成長した状態で高さ2または3メートル以下であり、またふつう根元または地下部で複数の幹に分枝して主幹が明瞭ではない樹木を低木とよぶ。狭義には、高さ0.3メートル以上のものを指し、森林においては、低木層（shrub layer）を形成する。低木層が最上層となる植生は、低木林（shrub）とよばれる。日本で見られる低木の例として、ハイマツやシモクレン、ナンテン（下図1a）、ボタン、ノイバラ（下図1b）、マユミ、ミツバウツギ、サンショウ（下図1c）、ジンチョウゲ、アジサイ、ヤマツツジ、アオキ（下図1d）、クチナシ、ヤツデ（下図1e）などがある。

#### 亜低木
低木と同様の高さ、形態であるが、茎の下部または基部のみが木化している植物は、亜低木（半低木、亜灌木、半灌木、undershrub, subshrub, suffruticose plant）ともよばれる。草本と木本の中間的な植物である。例としてはヤマブキ（下図1f）、モミジイチゴ（下図1g）、ヤマハギ（下図1h）、フヨウ、コウヤボウキ、ハマギクなどがある。

#### 矮性低木
狭義の低木同様、主幹がはっきりしない木本であるが、高さがおよそ30センチメートル以下の植物は、矮性低木（小低木、匍匐性低木、dwarf shrub）とよばれることがある。植生においては、草本層を構成する。例としてはツルシキミ（下図1f）、ツルツゲ、ヤブコウジ（下図1g）、コケモモ（下図1h）、イブキジャコウソウ（下図1i）などがある。高山では、矮性低木を主とする群落が見られることが多い。

#### ラウンケルの生活型
クリステン・ラウンケル（Christen C. Raunkiær）は、休眠型に基づいて植物の生活型を類別した (Raunkiaer 1908)。その中で、休眠芽を高さ25センチメートル以上につける植物を地上植物（挺空植物、phanerophyte）とし、さらに以下のように細分している。このうち、nanophanerophyte に低木の訳語を充てることがある。
- macrophanerophyte（大型地上植物、大高木）… 休眠芽の位置が高さ30メートル以上。
- mesophanerophyte（中型地上植物、中高木）… 休眠芽の位置が高さ8メートルから30メートル。
- microphanerophyte（小型地上植物、小高木）… 休眠芽の位置が高さ2メートルから8メートル。
- nanophanerophyte（微小型地上植物、矮形地上植物、低木）… 休眠芽の位置が高さ25センチメートルから2メートル。

### 管理・植栽における低木
緑地管理などにおける低木の定義は、省庁や自治体によってさまざまなものがある。国土交通省では、高さ3メートル以上の樹木を高木、1から3メートルの樹木を中木、1メートル以下の樹木を低木とすることが多い。環境省の「かおりの樹木データ一覧表」では、高さ5メートル以上の樹木を高木、2から5メートルの樹木を中木、2メートル以下の樹木を低木としている。低木の定義として、他にも植栽時に0.3メートル以上で成木では3メートル以下のもの、植栽時に0.3から1メートルであるもの、などがある。